# Andres Contreras (Rennfahrer)
Andres Contreras (* 18. Februar 1943; † 22. Dezember 2016 in Laredo) war ein mexikanischer Autorennfahrer.

## Karriere als Rennfahrer
Andres Contreras war in seiner Karriere zweimal beim 24-Stunden-Rennen von Le Mans am Start. Gemeinsam mit seinem Landsmann Billy Sprowls und Edgar Dören fuhr er 1982 einen Porsche 935K3, der nach einem verpassten Boxenstopp ohne Benzin auf der Strecke ausrollte. 1975 hatte er das Rennen als Gesamtneunter beendet. Seine beste Platzierung bei einem internationalen Langstreckenrennen war der zweite Endrang beim 24-Stunden-Rennen von Daytona 1975.

## Statistik

### Le-Mans-Ergebnisse
| Jahr | Team                       | Fahrzeug                | Teamkollege   | Teamkollege         | Platzierung | Ausfallgrund |
| ---- | -------------------------- | ----------------------- | ------------- | ------------------- | ----------- | ------------ |
| 1975 | Jägermeister Kremer Racing | Porsche 911 Carrera RSR | Billy Sprowls | Juan Carlos Bolaños | Rang 9      |              |
| 1982 | Edgar Dören                | Porsche 935K3           | Billy Sprowls | Edgar Dören         | Ausfall     | kein Benzin  |

### Sebring-Ergebnisse
| Jahr | Team                   | Fahrzeug            | Teamkollege    | Teamkollege   | Platzierung | Ausfallgrund |
| ---- | ---------------------- | ------------------- | -------------- | ------------- | ----------- | ------------ |
| 1975 | Toad Hall Motor Racing | Porsche Carrera RSR | Michael Keyser | Billy Sprowls | Ausfall     | Unfall       |

### Einzelergebnisse in der Sportwagen-Weltmeisterschaft
| Saison | Team        | Rennwagen               | 1   | 2   | 3   | 4   | 5   | 6   | 7   | 8   | 9   |
| ------ | ----------- | ----------------------- | --- | --- | --- | --- | --- | --- | --- | --- | --- |
| 1975   | Toad Hall   | Porsche 911 Carrera RSR | DAY | MUG | DIJ | MON | SPA | PER | NÜR | ZEL | WAT |
| 1975   | Toad Hall   | Porsche 911 Carrera RSR | 2   |     |     |     |     |     |     |     |     |
| 1982   | Edgar Dören | Porsche 935             | MON | SIL | NÜR | LEM | SPA | MUG | FUJ | BRH |     |
| 1982   | Edgar Dören | Porsche 935             | DNF |     |     |     |     |     |     |     |     |
| 1989   | Team Mako   | Spice SE88C             | SUZ | DIJ | JAR | BRH | NÜR | DON | SPA | MEX |     |
| 1989   | Team Mako   | Spice SE88C             |     |     |     |     | 16  |     |     |     |     |